# Saison 3 d'Eureka
Chronologie
Saison 2 Saison 4
Cet article présente les dix-huit épisodes de la troisième saison de la série télévisée américaine Eureka.

## Synopsis
La Seconde Guerre mondiale ainsi que les bombardements sur Hiroshima et Nagasaki eurent un impact négatif envers la science et la technologie. C'est alors que, avec l'aide d'Albert Einstein, le président Harry Truman ordonna la création d'un complexe top-secret, dont le but serait de développer diverses technologies et armements. Le projet Eureka naît alors, et a pour but de réunir les plus grandes têtes pensantes, génies scientifiques et intellectuels des États-Unis, accompagnés de leur famille, dans une petite ville créée sur mesure. De ce fait, ils pourraient y vivre paisiblement, tout en continuant leurs recherches. Cette petite ville, cachée au fin fond des États-Unis, n'est répertoriée sur aucune carte, mais certaines rumeurs la situeraient tout de même dans l'Oregon. C'est dans cette incroyable ville que la plupart des technologies révolutionnaires dévoilées au public ces cinquante dernières années ont été inventées et développées. Mais, forcément, un complexe aussi important qu'Eureka attire l'attention de mauvaises personnes et la convoitise. Et si quelqu'un mettait la main sur les secrets que renferme Eureka, qui sait ce qu'il pourrait bien se passer ? C'est sur Jack Carter que la série se fixe. Ce dernier, alors qu'il ramène sa fille chez lui, a un accident. C'est ainsi qu'il découvre Eureka, et qu'il fait la découverte de ses habitants excentriques. Mais, au-delà de l'aspect esthétique, Eureka cache bien plus que des secrets…

## Distribution de la saison

### Acteurs principaux
- Colin Ferguson (VF : Philippe Vincent) : le shérif Jack Carter
- Salli Richardson-Whitfield (VF : Déborah Perret) : Dr Allison Blake
- Joe Morton (VF : Constantin Pappas) : Henry Deacon
- Jordan Hinson (VF : Jessica Barrier) : Zoe Carter
- Erica Cerra (VF : Hélène Bizot) : adjoint Josephine « Jo » Lupo
- Neil Grayston (VF : Taric Mehani) : Dr Douglas Fargo
- Matt Frewer (VF : Jean-Luc Kayser) : Jim Taggart
- Niall Matter (VF : Cédric Dumond) : Zane Donovan (11 épisodes)

### Acteurs récurrents
- Ed Quinn (VF : Thierry Ragueneau) : Nathan Stark (épisodes 1 à 5)
- Chris Gauthier (VF : Bruno Magne) : Vincent (16 épisodes)
- Vanya Asher (VF : Benjamin Pascal) : Lucas (9 épisodes)
- Christopher Jacot (en) (VF : Fabrice Josso) : Larry Haberman (6 épisodes)
- Barclay Hope (VF : Stefan Godin) : Général Mansfield (épisodes 1, 8 et 9)
- Adrienne Carter (VF : Agathe Cemin) : Pilar (épisodes 6 et 18)
- Frances Fisher (VF : Blanche Ravalec) : Eva Thorne[1] (8 épisodes)
- Ever Carradine (VF : Claire Guyot) : Lexi Carter[2] (8 épisodes)
- Jaime Ray Newman (VF : Emmanuelle Hamet-Pailly) : Tess Fontana[3] (épisodes 11 à 18)

### Invités
- Alan Ruck (VF : Laurent Morteau) : Dr Hood (épisode 3)
- Meshach Peters (VF : Jackie Berger) : Kevin Blake (épisode 4)
- Kaley Cuoco (VF : Laura Préjean) : Leighton (épisode 7)
- Lexa Doig : Anne Young (épisode 13)
- Billy Campbell (VF : Emmanuel Jacomy) : Bruce Manlius (épisode 16)

## Épisodes

### Épisode 1:Les Caprices d'un drone
- États-Unis : 29 juillet 2008 sur Sci Fi Channel[4]
- Québec : 2 novembre 2009 sur Ztélé
- France : 20 janvier 2010 sur Série Club

- Frances Fisher (Eva Thorne)
- Barclay Hope (Général Mansfield)
- Kirsten Robek (Mina)
- Jonathon Young (Dr Ethan Edison)

### Épisode 2:Télé irréalité?
- États-Unis : 5 août 2008 sur Sci Fi Channel
- Québec : 9 novembre 2009 sur Ztélé
- France : 20 janvier 2010 sur Série Club

- Patricia Harras (Laura Wallace)
- Woody Jeffreys (Bob Nobb)
- Richard Kahan (Derek Bowers)
- Elysia Rotaru (Teri Wallace)
- Neil Schell (Abe Jensen)
- Jaclyn A. Smith (Grace)
- Malcolm Stewart (Rick Wallace)

### Épisode 3:Chiens robots
- États-Unis : 12 août 2008 sur Sci Fi Channel
- Québec : 16 novembre 2009 sur Ztélé
- France : 20 janvier 2010 sur Série Club

- Holly Dignard (Dr Dana Fox)
- Lexa Doig (Anne Young)
- Shawn MacDonald (Dr Mendel)
- Gabrielle Rose (Carol Taylor)
- Alan Ruck (Dr Hood)

### Épisode 4:Journée sans fin
- États-Unis : 19 août 2008 sur Sci Fi Channel
- Québec : 23 novembre 2009 sur Ztélé
- France : 27 janvier 2010 sur Série Club

- Ever Carradine (Lexi Carter)
- Nicholas Carella (Leo Weinbrenner)

### Épisode 5:Le Virus de la momie
- États-Unis : 26 août 2008 sur Sci Fi Channel
- Québec : 30 novembre 2009 sur Ztélé
- France : 27 janvier 2010 sur Série Club

- Ever Carradine (Lexi Carter)
- Tricia Collins (Eileen Michaels)
- Adrian Hough (Dr Wilding)
- Zak Santiago (Dr Sebastian Marx / Paco Lopez)

### Épisode 6:Dématérialisation
- États-Unis : 2 septembre 2008 sur Sci Fi Channel
- Québec : 7 décembre 2009 sur Ztélé
- France : 3 février 2010 sur Série Club

- Ever Carradine (Lexi Carter)
- Adrienne Carter (Pilar)
- Kaaren DeZilva (Dr Lee)
- Mark Hildreth (Chuck)
- David MacKay (Dr Gaz)
- Jody Racicot (Dr Peterson)

### Épisode 7:Un deuxième soleil
- États-Unis : 9 septembre 2008 sur Sci Fi Channel
- Québec : 14 décembre 2009 sur Ztélé
- France : 3 février 2010 sur Série Club

- Ever Carradine (Lexi Carter)
- Margot Berner (Kylie)
- Dean Marshall (Dr Herrera)

### Épisode 8:Un passé qui vous hante
- États-Unis : 16 septembre 2008 sur Sci Fi Channel
- Québec : 21 décembre 2009 sur Ztélé
- France : 10 février 2010 sur Série Club

- Ever Carradine (Lexi Carter)
- Barclay Hope (Général Mansfield)
- David Richmond-Peck (Dr Hendricks)

### Épisode 9:Bon vent, Shérif!
- États-Unis : 10 juillet 2009 sur Syfy[5]
- Québec : 28 décembre 2009 sur Ztélé
- France : 10 février 2010 sur Série Club

### Épisode 10:Double Personnalité
- États-Unis : 17 juillet 2009 sur Syfy
- Québec : 4 janvier 2010 sur Ztélé
- France : 17 février 2010 sur Série Club

### Épisode 11:Duel à l'éprouvette
- États-Unis : 24 juillet 2009 sur Syfy
- Québec : 11 janvier 2010 sur Ztélé
- France : 17 février 2010 sur Série Club

### Épisode 12:Tous les coups sont permis
- États-Unis : 31 juillet 2009 sur Syfy
- Québec : 18 janvier 2010 sur Ztélé
- France : 24 février 2010 sur Série Club

### Épisode 13:L'Art de la compression
- États-Unis : 7 août 2009 sur Syfy
- Québec : 25 janvier 2010 sur Ztélé
- France : 24 février 2010 sur Série Club

### Épisode 14:Le Vaisseau du savoir
- États-Unis : 14 août 2009 sur Syfy
- Québec : 1er février 2010 sur Ztélé
- France : 3 mars 2010 sur Série Club

### Épisode 15:Noyade interne
- États-Unis : 21 août 2009 sur Syfy
- Québec : 8 février 2010 sur Ztélé
- France : 3 mars 2010 sur Série Club

### Épisode 16:Amnésie contagieuse
- États-Unis : 28 août 2009 sur Syfy
- Québec : 15 février 2010 sur Ztélé
- France : 10 mars 2010 sur Série Club

### Épisode 17:Prélèvement glacial
- États-Unis : 11 septembre 2009 sur Syfy
- Québec : 22 février 2010 sur Ztélé
- France : 10 mars 2010 sur Série Club

### Épisode 18:Le Projet Némésis
- États-Unis : 18 septembre 2009 sur Syfy
- Québec : 1er mars 2010 sur Ztélé
- France : 17 mars 2010 sur Série Club